# عملية عاصفة الصحراء (لعبة فيديو)
عملية عاصفة الصحراء (بالإنجليزية: Conflict: Desert Storm) هي لعبة فيديو تكتيكية من تطوير ألعاب Pivotal ونشر SCi Games وGotham Games، صدرت أولاً على الحواسيب ومنصّات بلاي ستيشن 2 وإكس بوكس في سبتمبر 2002، ثم على GameCube وهواتف محمولة.

## القصة والإعداد
تجري أحداث اللعبة خلال حرب الخليج الثانية (1990–1991)، ويُكلّف اللاعب بقيادة فريق خاص مكون من أربعة جنود (من SAS البريطاني أو دلتا الأمريكية) في مهام مثل إنقاذ رهائن وتدمير جسور واستعادة معلومات استخباراتية.

## أسلوب اللعب
1. فرق متخصصة: لكل عنصر في الفريق مهارة فريدة (قنّاص، مهندس تفجير، متخصص ثقيل، مسعف) ويجب استغلالها حسب المهمة[2].
2. مركبات قابلة للقيادة: يشمل ذلك الهامفي ودبابة M2/M3 Bradley[2].
3. تدريب أساسي: يتضمن تدريبًا على الأسلحة والقنابل والاستدعاء الجوي[2].
4. تعاون جماعي: دعم تعاون لاعبَين على PS2، وأربعة لاعبين على Xbox وGameCube[2].

## التطوير والإصدار
بدأ تطوير اللعبة في عام 2001، واعتمد فريق Pivotal على محرك مخصص لتعزيز التكتيك الجماعي وذكاء الخصوم. صدرت نسخ المحمول لاحقًا بتطوير Synergenix ونشر Kayak Interactive.

## الاستقبال التجاري والنقدي
- بحلول ديسمبر 2003، تجاوزت المبيعات 2 مليون نسخة عالمياً[1].
- حصلت تقييمات “مختلطة” على موقع Metacritic، حيث تراوحت بين 55 و77 بدعم كبير لتعاون اللاعبين[4][5].
- رُشّحت في عدة قوائم كأفضل لعبة تعاونية في 2002[6].